# Thor Bjørklund
Thor Bjørklund (Fåberg, 30 oktober 1889 – Lillehammer, 8 december 1975) was een Noorse uitvinder en ondernemer. Hij werd bij het grote publiek bekend als de uitvinder van de kaasschaaf.
In 1925 kwam Bjørklund op het idee van de ostehøvel (kaasschaaf). Het idee was gebaseerd op de houtschaaf.
- KulturNav: 34e06a4d-2c55-4f49-bc15-278bb72b95f6